# Monika Mühlwerth
Monika Mühlwerth (* 24. April 1954 in Wien) ist eine österreichische Politikerin (FPÖ). Sie war von 1996 bis 2001 und von 2006 bis 2020 Mitglied des österreichischen Bundesrates.

## Ausbildung und Beruf
Mühlwerth besuchte von 1960 bis 1964 die Volksschule und absolvierte danach von 1964 bis 1968 eine Hauptschule. Sie besuchte im Anschluss im Schuljahr 1968/69 den polytechnischen Lehrgang und erlernte danach ab 1969 den Beruf der Einzelhandelskauffrau. Sie schloss ihre Lehre 1972 ab, wobei sie daneben die Berufsschule absolviert hatte. Beruflich war Mühlwerth danach von 1972 bis 1975 als Verkäuferin beschäftigt. Sie war danach von 1975 bis 1979 Einkaufsassistentin und machte sich 1990 mit einer Computerfirma, der Walter und Monika Mühlwerth OHG, selbständig. 1994 gab sie ihre Selbständigkeit wieder auf. Mühlwerth ist seit 2006 als Angestellte beschäftigt und bezieht ein Gehalt von der Freiheitlichen Partei.

## Politik und Funktionen
Mühlwerth begann ihre politische Karriere als Lokalpolitikerin in Wien-Neubau, wobei sie 1987 als Bezirksrätin Mitglied der Bezirksvertretung Neubau wurde. Sie war bis 1999 als Bezirksrätin in Wien-Neubau aktiv und fungierte zwischen 1990 und 1998 auch als von Klubobfrau der FPÖ-Bezirksräte Wien-Neubau. Dem Bundesrat gehörte sie erstmals vom 29. November 1996 bis zum 26. April 2001 an, seit dem 30. Oktober 2006 ist sie neuerlich Mitglied des Bundesrates. Mühlwerth ist Vorsitzende im Ausschuss für Unterricht, Kunst und Kultur und Mitglied im Ausschuss für auswärtige Angelegenheiten. Des Weiteren ist sie Mitglied im EU-Ausschuss des Bundesrates sowie im Geschäftsordnungsausschuss. Laut eigenen Angaben liegen ihre politischen Schwerpunkte in den Bereichen Unterricht, Kunst und Kultur.
Mühlwerth ist innerparteilich seit 1998 als Mitglied der Landesparteileitung der FPÖ Wien aktiv und war von 1998 bis 2006 Mitglied des Landesparteivorstandes der FPÖ Wien. Sie gehört des Weiteren seit 2005 als  Mitglied dem Bundesparteivorstand der FPÖ an und wurde am 5. November 2009 zur Vorsitzenden der Bundesratsfraktion der FPÖ gewählt. Zudem ist sie seit 2006 Bundesvorsitzende der "Initiative Freiheitliche Frauen" und gehörte von 2001 bis 2006 als Vizepräsidentin dem Stadtschulrat Wien an.
Nach der Landtags- und Gemeinderatswahl in Wien 2020 schied sie mit 23. November 2020 aus dem Bundesrat aus.

## Privates
Mühlwerth ist verheiratet und Mutter von drei Kindern.

## Auszeichnungen
- 2013: Großes Goldenes Ehrenzeichen für Verdienste um die Republik Österreich